# A lény 2.
A lény 2. (eredeti cím: Species II) 1998-ban bemutatott amerikai sci-fi-thriller, melyet Dennis Feldman és Chris Brancato forgatókönyvéből Peter Medak rendezett. A film az 1995-ös A lény (Species) című sci-fi film folytatása.

## Történet
|  | Alább a cselekmény részletei következnek! |

Patrick Ross parancsnok egy küldetést vezet a Marsra. Az általa gyűjtött talajminták egy idegen anyagot tartalmaznak, az egyik kapszulából kifolyik a fedélzetre, majd beszennyezi őket. Hét percre megszakad velük a kapcsolat, de utána probléma nélkül folytatják a repülést. A visszaérkezéskor a három űrhajóst ünneplik a Földön, de egy tudós, Dr. Cromwell heves pánikkal reagál a Mars-expedícióra. A űrhajósokat megvizsgálják és karanténba helyezik, hogy tíz napig ne léphessenek senkivel sem szexuális kapcsolatba. Patrick azonban figyelmen kívül hagyja a tanácsot, és két nővel lefekszik aznap éjjel. Mindkét nő felgyorsult terhességen esik át, melynek során felhasad a gyomruk, és félidegen gyerekek születnek, megölve őket. Patrick egy távoli fészerbe rejti a gyorsan növekvő idegen gyerekeket.
Katonai felügyelet mellett Dr. Laura Baker irányításával megalkották Sil egy sokkal engedelmesebb klónját, akit Eve-nek hívnak. Szeretnék tanulmányozni és megérteni az idegen életformát, hogy felkészüljenek a védelemre, ha valaha is ilyen lények érkeznének a Földre. Eve laboratóriumi teszteken vesz részt, ám egyszer nagy fiziológiai izgatottság jeleit mutatja. Ez minden alkalommal bekövetkezik, amikor Patrick nővel kerül szexuális kapcsolatba.
Patrick vérmintáját tartalmazó lombik a földre zuhan a laboratóriumban, a vér földönkívülivé alakul. Megöli Dr. Orinskyt, aki rájött, hogy a vérminták idegen anyagot tartalmaznak, és figyelmeztetést készült kiadni.
Megpróbált kapcsolatba lépni Dr. Cromwell-lel is emiatt. Az orvos holttestének elemzése feltárja az Eve-éhez hasonló, de mégis eltérő idegen DNS jelenlétét. Baker újra Press Lennoxszal együtt próbálja megállítani a fenyegetést. Mindketten kapcsolatba lépnek Cromwell-lel, aki elmagyarázza, hogy a Marsot korábban egy idegen faj lakhatatlanná tette. Őt elmegyógyintézetbe zárták, hogy elhallgattassák, lehetetlenné téve a Mars-küldetéssel szembeni ellenállását.
Press és Laura megtalálja Anne Sampas űrhajóst, aki szintén megfertőzött az idegen DNS-sel. A nő védekezés nélkül érintkezett a férjével, és megtermékenyült, az utód végez Anne-nal és a férjével is. Press és Laura megölik a lényt. A kormány ügynökei elemzik Dennis Gamble vérét, és kiderül, hogy nem volt fertőzött, ezért csatlakozik Presshez és Laurához.
Miután a menyasszonyával töltötte az éjszakát, Patrick a nő megcsonkított teste mellett ébred fel, és egy másik idegen gyermeket talál az ágy mellett. Elborzadva attól, amit tett, öngyilkosságot követ el, de a feje azonnal regenerálódik, és idegenként születik újjá. Ezután Patrick annyi nőt ejt teherbe, amennyit csak tud, a holttestüket a fészere mellé temeti.
A laboratóriumban a tudósok aktiválják Eve idegen DNS-ét, hogy telepatikusan nyomon követhessék Patricket. Patrick is érzékelni kezdi Eve-t, és hogy közelebb kerüljön hozzá, önként megadja magát Pressnek és Dennisnek. Ahogy az idegen belép a laborba, megpróbál bejutni Eve-hez az elkülönítő cellájába, de Laura, Dennis és Press megakadályozza ezt, a hím lény elmenekül.
Az idegen gyermekeket Patrick segíti, hogy gubósodjanak, és várják az újjászületésüket felnőttként. Akkor majd párosodnak az emberekkel azért, hogy csak ők maradjanak, így végül elpusztítják az egész civilizációt.
Eközben Laura rájön, hogy Dennis sarlósejtes betegsége miatt ellenállt a fertőzésnek, és azt tervezi, hogy Dennis DNS-ével megfertőzi az idegen fajt, mivel nekik nincs immunitásuk az emberek genetikai betegségeivel szemben.
Miközben a csapat készülődik, Eve kiszabadul a laborból, hogy megkeresse Patricket. A csapat megkeresi a fészert, és megöli a bebábozódott idegen sarjakat. Eve és Patrick párosodni kezdenek, és átalakulnak idegen létformájukba, de Press megzavarja őket. Patrick megküzd Press-sel és Dennisszel, majd legyőzi Eve-t. Ezután látszólag megöli a nőt, nyelvcsápját lenyomva a torkán. Press hátba szúrja az óriásira nőtt idegent Dennis vérével bevont vasvillával, amitől a földönkívüli fokozatosan szétesik, elpusztul. Megérkezik a katonaság, és biztonságos helyre szállítják Presst, Laurát és a sérült Dennist. Eve élettelen emberi testét egy mentőautó hátuljába teszik. Ahogy a jármű elindul, Eve hasfala emelkedni kezd, jelezve a közelgő születést, a mentőben felbukkan Patrick egyik gyermeke is, aki korábban nem bábozódott be.
|  | Itt a vége a cselekmény részletezésének! |

## Szereplők
| Szereplő                | Színész            | Magyar hang     |
| ----------------------- | ------------------ | --------------- |
| Eve                     | Natasha Henstridge | Zakariás Éva    |
| Dr. Laura Baker         | Marg Helgenberger  | Kovács Nóra     |
| Preston Lennox          | Michael Madsen     | Kőszegi Ákos    |
| Dennis Gamble           | Mykelti Williamson | Gesztesi Károly |
| Patrick Ross            | Justin Lazard      | Rékasi Károly   |
| Carter Burgess, ezredes | George Dzundza     | Csurka László   |
| Judson Ross szenátor    | James Cromwell     | Fülöp Zsigmond  |
| Anne Sampas             | Myriam Cyr         |                 |
| Harry Sampas            | Scott Morgan       | Breyer Zoltán   |
| Dr. Herman Cromwell     | Peter Boyle        | Gruber Hugó     |